# Rafi Gavron
Raphael Pichey Gavron (Hendon, 24 de junho de 1989) é um ator britânico nascido na Inglaterra.
Entre seus trabalhos, estão os filmes Invasão de Domicílio, Nick e Norah: Uma Noite de Amor e Música, Coração de Tinta, O Acordo. e Nasce uma Estrela.

## Biografia
De família judaica, é filho da escritora norte-americana Martha Pichey e do falecido editor Simon Gavron (que tinha cidadania americana). Seus avós paternos foram Robert Gavron, Barão Gavron e Hannah Fyvel. Ele tem dois irmãos mais novos: Benjamin (nascido em 1992) e Moses (nascido em 1996).
Gavron atuou na segunda temporada da série Rome, interpretando "Duro", um assassino contratado. Em 2008, atuou no filme Nick e Norah: Uma Noite de Amor e Música como "Dev", o vocalista gay da banda We Are The Jerk Offs de Nick.
Ainda em 2008 atuou em Coração de Tinta, onde desempenhou o papel de um garoto chamado "Farid", um personagem do livro Mil e Uma Noites que magicamente é trazido à vida. O filme foi lançado nos cinemas em janeiro de 2009.
Rafi participou do seriado 24 Horas, atuando como "Al-Hamid Zarian", o irmão mais novo de um terrorista. Em maio de 2009, ele foi sondado para fazer par com a personagem de Miley Cyrus no filme A Última Música. No entanto, o papel mais tarde foi dado ao ator Liam Hemsworth.

## Filmografia
| Filmes | Filmes                             | Filmes                                   | Filmes        |
| Ano    | Título Original                    | Título (Brasil)                          | Papel         |
| ------ | ---------------------------------- | ---------------------------------------- | ------------- |
| 2006   | Breaking and Entering              | Invasão de Domicílio                     | Miro          |
| 2008   | Nick and Norah's Infinite Playlist | Nick e Norah: Uma Noite de Amor e Música | Dev           |
| 2008   | Inkheart                           | Coração de Tinta                         | Farid         |
| 2013   | Snitch                             | O Acordo                                 | Jason Collins |
| 2015   | Tracers                            | Tracers                                  | Dylan         |
| 2016   | The Land                           | - SEM TÍTULO -                           | Patty Cake    |
| 2018   | A Star is Born                     | Nasce uma Estrela                        | Rez Gavron    |
| Séries |                                    |                                          |               |
| Ano    | Título                             | Papel                                    | Notas         |
| 2007   | Rome                               | Duro                                     | 3 episódios   |
| 2009   | 24 Horas                           | Hamid Al-Zarian                          | 3 episódios   |
| 2010   | Life Unexpected                    | Bug                                      | 7 episódios   |

## Prêmios e Indicações
| Prêmios | Prêmios   | Prêmios                         | Prêmios                 | Prêmios              |
| Ano     | Resultado | Premiação                       | Categoria               | Título               |
| ------- | --------- | ------------------------------- | ----------------------- | -------------------- |
| 2006    | Indicado  | British Independent Film Awards | Estreia Mais Promissora | Invasão de Domicílio |